# Fab Lab (CBeebies)
Fab Lab é um programa infantil de televisão britânico destinado a crianças pré-escolares. Foi exibido no canal CBeebies de Junho de 2002 até 15 de Outubro de 2006, bem como no CBeebies na BBC Two. É uma introdução à ciência, natureza e tecnologia para crianças pequenas.
O programa apresenta dois duendes chamados "Trixi" e "Dixi"  e um cão macho de raça não especificada chamado "Prof". Trixi e Dixi são fantoches, enquanto o Prof é interpretado por um ator que usa uma fantasia de cachorro de corpo inteiro.
Os dois duendes vivem sob o piso de um grande galpão conhecido como "Fab Lab". O galpão é usado como laboratório pelo Prof, que investiga vários fenômenos, como chuvas ou a germinação de plantas. Ele explica as características do mundo físico e natural para os duendes, às vezes com o auxílio de um computador que Prof usa para mostrar vídeos. Prof gosta muito de biscoitos verdes chamados "Pixiebicks" com os quais os duendes às vezes subornam Prof a fim de obterem mais explicações.
No final do programa um apito é ouvido, no qual Prof diz que a "Sra. Whistle" (presumivelmente sua dona) está chamando-o, e deixa o galpão.
A maioria dos episódios está perdida porque o programa nunca foi lançado em DVD.

## Cast
- Dixi: Simon Buckley
- Trixi: Kathy Smee
- Prof: Siân Richardson (dublado por Jim Dunk)
- Assistentes de Fantoches:

Judith Bucklow
Hannah Proops
- Operador de Animatronics:

Daniel Carlisle
Criador e Roteirista
Robyn Charteris
- Roteirista

Christopher Lillicrap

## Ligações Externas
- CBeebies - Fab Lab at bbc.co.uk

↑  Os créditos finais do programa soletram os nomes, no entanto, o site oficial do programa no CBeebies refere-os como "Trixie" e "Dixie".